# Robert Banks (duchowny)
Robert Joseph Banks (ur. 26 lutego 1928 w Bostonie, Massachusetts) – amerykański duchowny katolicki, biskup Green Bay w latach 1990-2003.

## Życiorys
Święcenia kapłańskie otrzymał 20 lutego 1952 w Rzymie z rąk ówczesnego abp. Luigiego Traglii i inkardynowany został do archidiecezji bostońskiej. W latach 1967–1981 rektor archidiecezjalnego Seminarium św. Jana w Brighton.
26 czerwca 1985 papież Jan Paweł II mianował go biskupem pomocniczym Bostonu ze stolicą tytularną Taraqua. Sakry udzielił mu kardynał Bernard Law.
16 października 1990 mianowany ordynariuszem Green Bay w Wisconsin. Na emeryturę przeszedł 10 października 2003.